# BYO Records
BYO Records (wat staat voor Better Youth Organization) is een Amerikaans onafhankelijk platenlabel uit Los Angeles, Californië dat in 1982 is opgericht door Shawn en Mark Stern van de band Youth Brigade. Het label richt zich voornamelijk op punkmuziek en heeft albums uitgegeven van een aantal toonaangevende punkbands, waaronder 7 Seconds, Leatherface en The Unseen.
Op 22 september 2009 gaf het label een boxset uit getiteld Let Them Know: The Story of Youth Brigade and BYO Records. De set bestond uit een boek over de geschiedenis van het label, een documentaire hierover, en een compilatiealbum op cd waar 31 punkbands nummers coveren die oorspronkelijk door BYO zijn uitgegeven.
BYO Records startte in 1999 het project BYO Split Series, een serie splitalbums van punkbands die niet noodzakelijk bij het label spelen en (op de meeste albums van de serie) elkaars nummers coveren.